# کوه کاسکید (نیویورک)
کوه کاسکید (به انگلیسی: Cascade Mountain) یک کوه در ایالات متحده آمریکا است که در شهرستان اسکس، نیویورک واقع شده‌است.